# Samia Gamal

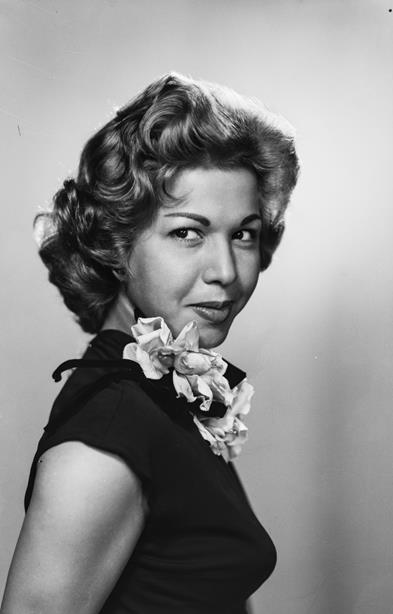
Samia Gamal

Samia Gamal, all'anagrafe Zainab Ibrahim Mahfuz (Beni Suef, 5 marzo 1924 – Il Cairo, 1º dicembre 1994), è stata una ballerina e attrice egiziana. Nel 1949, re Fārūq I d'Egitto la proclamo' 'Danzatrice nazionale d'Egitto'.

## Biografia
Secondo altre fonti sarebbe nata il 22 febbraio 1922. Grazie alla sua bravura riuscì a portare la tradizionale danza orientale in giro per il mondo e apparve in numerosi film, non solo in Egitto ma anche negli Stati Uniti e in Italia, interpretando principalmente ruoli esotici.
Samia Gamal duettò in molti film con il celebre cantante Farid al-Atrash, con il quale ebbe anche una lunga storia d'amore. Dal 1958 al 1977 fu sposata con il famoso attore Rushdy Abaza.

## Filmografia parziale
- Lo sparviero del Nilo, regia di Giacomo Gentilomo (1949) (non accreditata)
- Sangue sul deserto (1949)
- Alì Babà (Ali Baba et les quarante voleurs), regia di Jacques Becker (1954)
- La valle dei re (Valley of the Kings), regia di Robert Pirosh (1954)
- Le masque de Toutankhamon, regia di Marco de Gastyne (1955)
- Gli amanti del deserto (Los amantes del desierto), regia di Goffredo Alessandrini, Fernando Cerchio (1956)